# 洛布古拉
洛布古拉（法語：Lobougoula），是馬里的城鎮，位於該國南部，由錫卡索區的錫卡索省負責管轄，處於錫卡索西南面49公里，面積1,418平方公里，2009年人口32,505，人口密度每平方公里23人。